# Associação Desportiva Classista Rigesa
A Associação Desportiva Classista Rigesa é um clube brasileiro de futebol da cidade de Valinhos, interior do estado de São Paulo,  fundado em 23 de setembro de 1943. A agremiação teve suas atividades encerradas no dia 4 de fevereiro de 2015 pela MWV Rigesa, empresa norte-americana produtra de papel, que a mantinha em funcionamento.

## História
O clube foi sob o nome de Papelão Futebol Clube e ganhou projeção na Região Metropolitana de Campinas. Em 1951, conquista o vice-campeonato do Amador do Interior. No ano seguinte, muda o nome para Rigesa Esporte Clube. Disputou sete edições do Campeonato Paulista da Terceira Divisão (atual Série A3) e uma edição do Campeonato Paulista da Quarta Divisão (atual Série B).
Em 1979, mudou de nome novamente, para Associação Desportiva Classista Rigesa. Diante disso, se afastou de competições profissionais de futebol. Entre seus ex-atletas está o jornalista Flavio Gomes, que atuou como goleiro nas equipes de base de futebol. 
Em 2015, o WestRock, grupo dono da Rigesa, encerrou as atividades do clube. Em 2017, a venda do espólio da ADC Rigesa foi debatida em plenário na Câmara de Valinhos.

## Participações no Campeonato Paulista
- Campeonato Paulista da Terceira Divisão (atual Série A3) = 7 (sete)

- 1954, 1955, 1956, 1957, 1958, 1959, 1967
- Campeonato Paulista Quarta Divisão (atual Série B) = 1 (uma)

- 1960

## Títulos
- 1951 - Campeonato Amador do Interior: Vice-campeão